# Braque Saint-Germain
De Braque Saint-Germain is een jachthond van Franse origine die valt onder de klasse van de staande honden.
Het ras is sterk verwant aan de pointer. Deze betrekkelijk zeldzame hond kent slechts één kleurpatroon, wit met oranje platen, en heeft een roze neus. Net zoals de pointer heeft hij het instinct om wild met opgeheven voorpoot aan te wijzen. De schouderhoogte van de volwassen reu varieert van 56 tot 62 centimeter, die van de teef van 54 tot 59 centimeter. Het gewicht ligt tussen de 18 en 26 kilogram.
Brak is in de heraldiek de aanduiding voor een in een wapen voorkomende jachthond. 
Bracco italiano ·
Braque d'Auvergne ·
Braque de l'Ariège ·
Braque du Bourbonnais ·
Braque Dupuy ·
Braque français ·
Braque Saint-Germain ·
Český fousek ·
Drentsche patrijshond ·
Duitse staande hond (draadhaar) ·
… (korthaar) ·
… (langhaar) ·
… (stekelhaar) ·
Engelse setter ·
Épagneul bleu de Picardie ·
Épagneul breton ·
Épagneul de Pont-Audemer ·
Épagneul français ·
Épagneul picard ·
Gammel dansk hønsehund ·
Gordon setter ·
Griffon Boulet ·
Griffon Korthals ·
Grote münsterländer ·
Ierse setter ·
Kleine münsterländer ·
Perdigueiro de Burgos ·
Perdigueiro português ·
Poedelpointer ·
Pointer ·
Slovenský hrubosrstý stavač ·
Spinone italiano ·
Stabij ·
Vizsla ·
Weimarse staande hond